# Kanada az 1988. évi téli olimpiai játékokon
Kanada a Calgaryban megrendezett 1988. évi téli olimpiai játékok házigazda nemzeteként vett részt a versenyeken. Az országot az olimpián 10 sportágban 112 sportoló képviselte, akik összesen 5 érmet szereztek.

## Érmesek
| Érem  | Versenyző                  | Sportág     | Versenyszám                |
| ----- | -------------------------- | ----------- | -------------------------- |
| Ezüst | Brian Orser                | Műkorcsolya | Férfi egyéni               |
| Ezüst | Elizabeth Manley           | Műkorcsolya | Női egyéni                 |
| Bronz | Karen Percy                | Alpesisí    | Női lesiklás               |
| Bronz | Karen Percy                | Alpesisí    | Női szuperóriás-műlesiklás |
| Bronz | Tracy Wilson Robert McCall | Műkorcsolya | Jégtánc                    |

## Alpesisí
Férfi
| Versenyző      | Versenyszám            | 1. futam       | 1. futam      | 2. futam      | 2. futam      | Összesítés    | Összesítés    |
| Versenyző      | Versenyszám            | Idő            | Hely.         | Idő           | Hely.         | Idő           | Helyezés      |
| -------------- | ---------------------- | -------------- | ------------- | ------------- | ------------- | ------------- | ------------- |
| Felix Belczyk  | Lesiklás               |                |               |               |               | 2:03,59       | 18.           |
| Felix Belczyk  | Szuperóriás-műlesiklás |                |               |               |               | 1:44,31       | 19.           |
| Peter Bosinger | Óriás-műlesiklás       | kizárták       | kizárták      | kiesett       | kiesett       | kiesett       | kiesett       |
| Rob Boyd       | Lesiklás               |                |               |               |               | 2:03,27       | 16.           |
| Rob Boyd       | Szuperóriás-műlesiklás |                |               |               |               | 1:45,04       | 22.           |
| Mike Carney    | Lesiklás               |                |               |               |               | 2:03,25       | 14.           |
| Greg Grossmann | Műlesiklás             | nem ért célba  | nem ért célba | kiesett       | kiesett       | kiesett       | kiesett       |
| Greg Grossmann | Óriás-műlesiklás       | kizárták       | kizárták      | kiesett       | kiesett       | kiesett       | kiesett       |
| Jim Read       | Műlesiklás             | idő nem ismert | 25.           | nem ért célba | nem ért célba | kiesett       | kiesett       |
| Jim Read       | Óriás-műlesiklás       | kizárták       | kizárták      | kiesett       | kiesett       | kiesett       | kiesett       |
| Jim Read       | Szuperóriás-műlesiklás |                |               |               |               | 1:43,01       | 13.           |
| Brian Stemmle  | Lesiklás               |                |               |               |               | kizárták      | kizárták      |
| Michael Tommy  | Műlesiklás             | nem ért célba  | nem ért célba | kiesett       | kiesett       | kiesett       | kiesett       |
| Alain Villiard | Műlesiklás             | 54,33          | 22.           | 49,44         | 14.           | 1:43,77       | 14.           |
| Alain Villiard | Óriás-műlesiklás       | kizárták       | kizárták      | kiesett       | kiesett       | kiesett       | kiesett       |
| Alain Villiard | Szuperóriás-műlesiklás |                |               |               |               | nem ért célba | nem ért célba |

| Versenyző     | Versenyszám | Lesiklás      | Lesiklás      | Lesiklás      | Műlesiklás | Műlesiklás | Műlesiklás | Műlesiklás | Műlesiklás | Műlesiklás | Műlesiklás | Összesítés | Összesítés |
| Versenyző     | Versenyszám | Lesiklás      | Lesiklás      | Lesiklás      | 1. futam   | 1. futam   | 2. futam   | 2. futam   | Össz.      | Össz.      | Össz.      | Összesítés | Összesítés |
| Versenyző     | Versenyszám | Idő           | Pont          | Hely.         | Idő        | Hely.      | Idő        | Hely.      | Idő        | Pont       | Hely.      | Pont       | Helyezés   |
| ------------- | ----------- | ------------- | ------------- | ------------- | ---------- | ---------- | ---------- | ---------- | ---------- | ---------- | ---------- | ---------- | ---------- |
| Felix Belczyk | Összetett   | 1:48,24       | 14,79         | 3.            | kizárták   | kizárták   | kiesett    | kiesett    | kiesett    | kiesett    | kiesett    | kiesett    | kiesett    |
| Rob Boyd      | Összetett   | nem ért célba | nem ért célba | nem ért célba | kiesett    | kiesett    | kiesett    | kiesett    | kiesett    | kiesett    | kiesett    | kiesett    | kiesett    |
| Mike Carney   | Összetett   | nem ért célba | nem ért célba | nem ért célba | kiesett    | kiesett    | kiesett    | kiesett    | kiesett    | kiesett    | kiesett    | kiesett    | kiesett    |
| Don Stevens   | Összetett   | 1:50,97       | 44,93         | 22.           | 48,82      | 21.        | 47,63      | 21.        | 1:36,45    | 90,88      | 20.        | 135,81     | 19.        |

Női
| Versenyző         | Versenyszám            | 1. futam      | 1. futam      | 2. futam | 2. futam | Összesítés    | Összesítés    |
| Versenyző         | Versenyszám            | Idő           | Hely.         | Idő      | Hely.    | Idő           | Helyezés      |
| ----------------- | ---------------------- | ------------- | ------------- | -------- | -------- | ------------- | ------------- |
| Kellie Casey      | Lesiklás               |               |               |          |          | nem ért célba | nem ért célba |
| Laurie Graham     | Lesiklás               |               |               |          |          | 1:26,99       | 5.            |
| Laurie Graham     | Szuperóriás-műlesiklás |               |               |          |          | 1:21,11       | 13.*          |
| Josée Lacasse     | Műlesiklás             | 51,63         | 20.           | 51,51    | 16.      | 1:43,14       | 16.           |
| Josée Lacasse     | Óriás-műlesiklás       | 1:01,12       | 13.           | 1:08,66  | 11.      | 2:09,78       | 11.           |
| Lucie Laroche     | Szuperóriás-műlesiklás |               |               |          |          | 1:21,95       | 19.           |
| Kerrin Lee        | Lesiklás               |               |               |          |          | 1:28,07       | 15.           |
| Kerrin Lee        | Műlesiklás             | kizárták      | kizárták      | kiesett  | kiesett  | kiesett       | kiesett       |
| Kerrin Lee        | Óriás-műlesiklás       | 1:02,71       | 24.           | 1:10,61  | 18.      | 2:13,32       | 17.           |
| Kerrin Lee        | Szuperóriás-műlesiklás |               |               |          |          | 1:22,11       | 23.           |
| Michelle McKendry | Műlesiklás             | 53,16         | 27.           | 52,63    | 18.      | 1:45,79       | 18.           |
| Michelle McKendry | Óriás-műlesiklás       | nem ért célba | nem ért célba | kiesett  | kiesett  | kiesett       | kiesett       |
| Karen Percy       | Lesiklás               |               |               |          |          | 1:26,62       |               |
| Karen Percy       | Műlesiklás             | nem ért célba | nem ért célba | kiesett  | kiesett  | kiesett       | kiesett       |
| Karen Percy       | Óriás-műlesiklás       | nem ért célba | nem ért célba | kiesett  | kiesett  | kiesett       | kiesett       |
| Karen Percy       | Szuperóriás-műlesiklás |               |               |          |          | 1:20,29       |               |

| Versenyző         | Versenyszám | Lesiklás | Lesiklás | Lesiklás | Műlesiklás | Műlesiklás | Műlesiklás | Műlesiklás | Műlesiklás | Műlesiklás | Műlesiklás | Összesítés | Összesítés |
| Versenyző         | Versenyszám | Lesiklás | Lesiklás | Lesiklás | 1. futam   | 1. futam   | 2. futam   | 2. futam   | Össz.      | Össz.      | Össz.      | Összesítés | Összesítés |
| Versenyző         | Versenyszám | Idő      | Pont     | Hely.    | Idő        | Hely.      | Idő        | Hely.      | Idő        | Pont       | Hely.      | Pont       | Helyezés   |
| ----------------- | ----------- | -------- | -------- | -------- | ---------- | ---------- | ---------- | ---------- | ---------- | ---------- | ---------- | ---------- | ---------- |
| Nancy Gee         | Összetett   | 1:20,21  | 57,87    | 23.      | 42,41      | 13.        | 43,84      | 11.        | 1:26,25    | 45,99      | 12.        | 103,86     | 13.        |
| Kerrin Lee        | Összetett   | 1:18,15  | 26,08    | 8.       | 42,23      | 11.        | 43,20      | 6.         | 1:25,43    | 39,18      | 9.         | 65,26      | 8.         |
| Michelle McKendry | Összetett   | 1:17,58  | 17,28    | 4.       | 42,24      | 12.        | 44,20      | 15.        | 1:26,44    | 47,57      | 13.        | 64,85      | 7.         |
| Karen Percy       | Összetett   | 1:18,22  | 27,16    | 9.       | 40,62      | 2.         | 43,38      | 8.         | 1:24,00    | 27,31      | 3.         | 54,47      | 4.         |

* - egy másik versenyzővel azonos eredményt ért el

## Biatlon
| Versenyző                                                 | Versenyszám      | Lövőhiba | Időeredmény | Helyezés |
| --------------------------------------------------------- | ---------------- | -------- | ----------- | -------- |
| Jamie Kallio                                              | 20 km egyéni     | 7        | 1:10:13,1   | 59.      |
| Ken Karpoff                                               | 10 km sprint     | 1        | 28:12,9     | 46.      |
| Ken Karpoff                                               | 20 km egyéni     | 3        | 1:02:19,7   | 33.      |
| Charles Plamondon                                         | 10 km sprint     | 3        | 28:30,5     | 55.      |
| Charles Plamondon                                         | 20 km egyéni     | 5        | 1:04:27,5   | 46.      |
| Glenn Rupertus                                            | 10 km sprint     | 2        | 27:38,6     | 34.*     |
| Glenn Rupertus                                            | 20 km egyéni     | 7        | 1:03:10,4   | 34.      |
| Paget Stewart                                             | 10 km sprint     | 4        | 29:06,9     | 58.      |
| Charles Plamondon Glenn Rupertus Ken Karpoff Jamie Kallio | 4 × 7,5 km váltó | 4        | 1:33:37,0   | 15.      |

* - egy másik versenyzővel azonos eredményt ért el

## Bob
| Versenyző                                           | Versenyszám | 1. futam | 1. futam | 2. futam | 2. futam | 3. futam | 3. futam | 4. futam | 4. futam | Összesítés | Összesítés |
| Versenyző                                           | Versenyszám | Idő      | Hely.    | Idő      | Hely.    | Idő      | Hely.    | Idő      | Hely.    | Idő        | Helyezés   |
| --------------------------------------------------- | ----------- | -------- | -------- | -------- | -------- | -------- | -------- | -------- | -------- | ---------- | ---------- |
| Greg Haydenluck Lloyd Guss                          | Kettes      | 57,36    | 3.       | 59,90    | 13.      | 1:00,11  | 7.       | 59,60    | 12.      | 3:56,97    | 10.        |
| David Leuty Kevin Tyler                             | Kettes      | 58,56    | 18.      | 59,08    | 5.       | 1:00,55  | 13.      | 1:00,00  | 16.      | 3:58,19    | 13.        |
| Chris Lori Ken Leblanc Andrew Swim Howard Dell      | Négyes      | 56,66    | 3.       | 58,05    | 14.      | 57,34    | 18.      | 58,32    | 17.*     | 3:50,37    | 15.        |
| Greg Haydenluck Cal Langford Kevin Tyler Lloyd Guss | Négyes      | 57,18    | 13.*     | 57,82    | 11.      | 56,67    | 8.       | 58,32    | 17.*     | 3:49,99    | 13.        |

* - egy másik csapattal azonos eredményt ért el

## Északi összetett
| Versenyző   | Versenyszám | Síugrás | Síugrás | Síugrás    | Sífutás | Sífutás | Összesítés | Összesítés |
| Versenyző   | Versenyszám | Pont    | Hely.   | Időhátrány | Idő     | Hely.   | Idő        | Helyezés   |
| ----------- | ----------- | ------- | ------- | ---------- | ------- | ------- | ---------- | ---------- |
| Jon Servold | Egyéni      | 187,1   | 33.     | +4:36,0    | 41:56,1 | 38.     | 46:32,1    | 38.        |

## Gyorskorcsolya
Férfi
| Versenyző       | Versenyszám | Eredmény | Helyezés |
| --------------- | ----------- | -------- | -------- |
| Gaétan Boucher  | 500 m       | 37,47    | 14.      |
| Gaétan Boucher  | 1000 m      | 1:13,77  | 5.       |
| Gaétan Boucher  | 1500 m      | 1:54,18  | 9.       |
| Gordon Goplen   | 5000 m      | 7:08,49  | 34.      |
| Gordon Goplen   | 10 000 m    | 14:31,18 | 20.      |
| Gregor Jelonek  | 1500 m      | 1:56,37  | 23.      |
| Ben Lamarche    | 1500 m      | 1:55,59  | 18.      |
| Ben Lamarche    | 5000 m      | 6:57,63  | 21.      |
| Ben Lamarche    | 10 000 m    | 14:21,39 | 10.      |
| Jean Pichette   | 1000 m      | 1:14,72  | 19.      |
| Jean Pichette   | 1500 m      | 1:54,63  | 10.      |
| Jean Pichette   | 5000 m      | 7:04,95  | 31.      |
| Guy Thibault    | 500 m       | 36,96    | 7.       |
| Guy Thibault    | 1000 m      | 1:14,16  | 7.       |
| Marcel Tremblay | 1000 m      | 1:15,13  | 22.      |
| Robert Tremblay | 500 m       | 38,34    | 29.      |
| Daniel Turcotte | 500 m       | 37,60    | 17.      |

Női
| Versenyző             | Versenyszám | Eredmény | Helyezés |
| --------------------- | ----------- | -------- | -------- |
| Chantal Côté          | 1500 m      | 2:09,62  | 21.      |
| Chantal Côté          | 3000 m      | 4:35,74  | 26.      |
| Kathy Gordon          | 5000 m      | 7:53,30  | 23.      |
| Natalie Grenier       | 500 m       | 40,73    | 11.      |
| Natalie Grenier       | 1000 m      | 1:21,15  | 9.       |
| Natalie Grenier       | 1500 m      | 2:06,80  | 11.      |
| Natalie Grenier       | 5000 m      | 7:46,96  | 18.      |
| Marie-Pierre Lamarche | 1000 m      | 1:25,18  | 25.      |
| Ariane Loignon        | 500 m       | 41,57    | 23.*     |
| Ariane Loignon        | 1000 m      | 1:22,75  | 19.      |
| Ariane Loignon        | 1500 m      | 2:07,63  | 14.      |
| Ariane Loignon        | 3000 m      | 4:28,55  | 15.      |
| Ariane Loignon        | 5000 m      | 7:49,55  | 20.      |
| Caroline Maheux       | 1500 m      | 2:10,83  | 23.      |
| Shelley Rhead-Skarvan | 500 m       | 40,36    | 6.       |
| Shelley Rhead-Skarvan | 1000 m      | 1:21,84  | 14.      |

* - egy másik versenyzővel azonos eredményt ért el

## Jégkorong
| Kanadai férfi jégkorongcsapat-játékoskeret                                                                         | Kanadai férfi jégkorongcsapat-játékoskeret                                                                                | Kanadai férfi jégkorongcsapat-játékoskeret                                                                        |
| --- | --- | --- |
| - Ken Berry - Serge Boisvert - Brian Bradley - Sean Burke - Chris Felix - Randy Gregg - Marc Habscheid - Bob Joyce | - Vaughn Karpan - Rick Kosti - Merlin Malinowski - Andy Moog - Jim Peplinski - Serge Roy - Wally Schreiber - Gord Sherven | - Tony Stiles - Morgan Vanderlee - Claude Vilgrain - Ken Yaremchuk - Trent Yawney - Tim Watters - Zarley Zalapski |

### Eredmények
A csoport
| Csapat        | M | Gy | D | V | G+ | G– | Gk  | P |
| ------------- | - | -- | - | - | -- | -- | --- | - |
| Finnország    | 5 | 3  | 1 | 1 | 22 | 8  | +14 | 7 |
| Svédország    | 5 | 2  | 3 | 0 | 23 | 10 | +13 | 7 |
| Kanada        | 5 | 3  | 1 | 1 | 18 | 13 | +5  | 7 |
| Svájc         | 5 | 3  | 0 | 2 | 19 | 10 | +9  | 6 |
| Lengyelország | 5 | 0  | 1 | 4 | 3  | 13 | –10 | 1 |
| Franciaország | 5 | 0  | 0 | 5 | 10 | 41 | –31 | 0 |

| 1988. február 14. | Kanada (CAN) | 1 – 0 (1–0, 0–0, 0–0) | Lengyelország | Calgary |

|  |  |  |  |  |
|  |  |  |  |  |
|  |  |  |  |  |
|  |  |  |  |  |

| 1988. február 16. | Kanada (CAN) | 4 – 2 (0–0, 1–1, 3–1) | Svájc | Calgary |

|  |  |  |  |  |
|  |  |  |  |  |
|  |  |  |  |  |
|  |  |  |  |  |

| 1988. február 18. | Kanada (CAN) | 1 – 3 (0–3, 1–0, 0–0) | Finnország | Calgary |

|  |  |  |  |  |
|  |  |  |  |  |
|  |  |  |  |  |
|  |  |  |  |  |

| 1988. február 20. | Kanada (CAN) | 9 – 5 (7–3, 0–1, 2–1) | Franciaország | Calgary |

|  |  |  |  |  |
|  |  |  |  |  |
|  |  |  |  |  |
|  |  |  |  |  |

| 1988. február 22. | Kanada (CAN) | 2 – 2 (1–1, 0–1, 1–0) | Svédország | Calgary |

|  |  |  |  |  |
|  |  |  |  |  |
|  |  |  |  |  |
|  |  |  |  |  |

Hatos döntő
| 1988. február 24. | Kanada (CAN) | 0 – 5 (0–0, 0–2, 0–3) | Szovjetunió | Calgary |

|  |  |  |  |  |
|  |  |  |  |  |
|  |  |  |  |  |
|  |  |  |  |  |

| 1988. február 26. | Kanada (CAN) | 8 – 1 (1–0, 4–1, 3–0) | NSZK | Calgary |

|  |  |  |  |  |
|  |  |  |  |  |
|  |  |  |  |  |
|  |  |  |  |  |

| 1988. február 27. | Kanada (CAN) | 6 – 3 (3–1, 1–2, 2–0) | Csehszlovákia | Calgary |

|  |  |  |  |  |
|  |  |  |  |  |
|  |  |  |  |  |
|  |  |  |  |  |

Végeredmény
A táblázat tartalmazza
- az A csoportban lejátszott
  - Kanada – Finnország 1–3-as,
  - Svédország – Finnország 3–3-as,
  - Kanada – Svédország 2–2-es, valamint
- a B csoportban lejátszott
  - Csehszlovákia – NSZK 1–2-es,
  - Szovjetunió – NSZK 6–3-as és a
  - Szovjetunió – Csehszlovákia 6–1-es mérkőzés eredményeit is.

| Csapat        | M | Gy | D | V | G+ | G– | Gk  | P |
| ------------- | - | -- | - | - | -- | -- | --- | - |
| Szovjetunió   | 5 | 4  | 0 | 1 | 25 | 7  | +18 | 8 |
| Finnország    | 5 | 3  | 1 | 1 | 18 | 10 | +8  | 7 |
| Svédország    | 5 | 2  | 2 | 1 | 15 | 16 | –1  | 6 |
| Kanada        | 5 | 2  | 1 | 2 | 17 | 14 | +3  | 5 |
| NSZK          | 5 | 1  | 0 | 4 | 8  | 24 | –16 | 2 |
| Csehszlovákia | 5 | 1  | 0 | 4 | 12 | 22 | –10 | 2 |

| Csapat | Helyezés |
| ------ | -------- |
| Kanada | 4.       |

## Műkorcsolya
| Versenyző                      | Versenyszám  | Kötelező elemek   | Kötelező elemek | Kötelező elemek | Rövid program     | Rövid program | Rövid program | Kűr               | Kűr   | Kűr         | Összesítés         | Összesítés |
| Versenyző                      | Versenyszám  | Több. hely. száma | Hely.           | Hely. pont.     | Több. hely. száma | Hely.         | Hely. pont.   | Több. hely. száma | Hely. | Hely. pont. | Helyezési pontszám | Helyezés   |
| ------------------------------ | ------------ | ----------------- | --------------- | --------------- | ----------------- | ------------- | ------------- | ----------------- | ----- | ----------- | ------------------ | ---------- |
| Brian Orser                    | Férfi egyéni | 5×3+              | 3.              | 1,8             | 7×1+              | 1.            | 0,4           | 9×2+              | 2.    | 2,0         | 4,2                |            |
| Kurt Browning                  | Férfi egyéni | 8×11+             | 11.             | 6,6             | 5×6+              | 7.            | 2,8           | 6×7+              | 6.    | 6,0         | 15,4               | 8.         |
| Neil Paterson                  | Férfi egyéni | 5×17+             | 17.             | 10,2            | 6×13+             | 13.           | 5,2           | 6×16+             | 16.   | 16,0        | 31,4               | 16.        |
| Elizabeth Manley               | Női egyéni   | 6×5+              | 4.              | 2,4             | 7×3+              | 3.            | 1,2           | 7×1+              | 1.    | 1,0         | 4,6                |            |
| Charlene Wong                  | Női egyéni   | 5×18+             | 18.             | 10,8            | 5×15+             | 14.           | 5,6           | 6×12+             | 13.   | 13,0        | 29,4               | 13.        |
| Denise Benning Lyndon Johnston | Páros        |                   |                 |                 | 6×5+              | 5.            | 2,0           | 8×7+              | 7.    | 7,0         | 9,0                | 6.         |
| Christine Hough Doug Ladret    | Páros        |                   |                 |                 | 6×8+              | 8.            | 3,2           | 5×8+              | 8.    | 8,0         | 11,2               | 8.         |
| Isabelle Brasseur Lloyd Eisler | Páros        |                   |                 |                 | 6×6+              | 7.            | 2,8           | 9×9+              | 9.    | 9,0         | 11,8               | 9.         |

| Versenyző                        | Versenyszám | Kötelező elemek   | Kötelező elemek | Kötelező elemek | Rövid program     | Rövid program | Rövid program | Kűr               | Kűr   | Kűr         | Összesítés         | Összesítés |
| Versenyző                        | Versenyszám | Több. hely. száma | Hely.           | Hely. pont.     | Több. hely. száma | Hely.         | Hely. pont.   | Több. hely. száma | Hely. | Hely. pont. | Helyezési pontszám | Helyezés   |
| -------------------------------- | ----------- | ----------------- | --------------- | --------------- | ----------------- | ------------- | ------------- | ----------------- | ----- | ----------- | ------------------ | ---------- |
| Tracy Wilson Robert McCall       | Jégtánc     | 8×3+              | 3.              | 1,2             | 9×3+              | 3.            | 1,8           | 9×3+              | 3.    | 3,0         | 6,0                |            |
| Karyn Garossino Rodney Garossino | Jégtánc     | 8×12+             | 12.             | 4,8             | 6×12+             | 12.           | 7,2           | 7×12+             | 12.   | 12,0        | 24,0               | 12.        |
| Melanie Cole Michael Farrington  | Jégtánc     | 7×16+             | 16.             | 6,4             | 8×16+             | 16.           | 9,6           | 7×16+             | 16.   | 16,0        | 32,0               | 16.        |

## Sífutás
Férfi
| Versenyző                                              | Versenyszám     | Eredmény  | Helyezés |
| ------------------------------------------------------ | --------------- | --------- | -------- |
| Yves Bilodeau                                          | 15 km           | 45:26,6   | 34.      |
| Yves Bilodeau                                          | 30 km           | 1:32:17,8 | 35.      |
| Wayne Dustin                                           | 30 km           | 1:34:37,8 | 46.      |
| Wayne Dustin                                           | 50 km           | 2:21:31,8 | 49.      |
| Pierre Harvey                                          | 15 km           | 43:22,0   | 17.      |
| Pierre Harvey                                          | 30 km           | 1:28:21,7 | 14.      |
| Pierre Harvey                                          | 50 km           | 2:10:54,8 | 21.      |
| Dennis Lawrence                                        | 15 km           | 46:26,3   | 47.      |
| Dennis Lawrence                                        | 50 km           | 2:17:55,7 | 43.      |
| Alain Masson                                           | 50 km           | 2:19:21,7 | 46.      |
| Al Pilcher                                             | 15 km           | 46:21,1   | 46.      |
| Al Pilcher                                             | 30 km           | 1:33:04,7 | 39.      |
| Yves Bilodeau Al Pilcher Pierre Harvey Dennis Lawrence | 4 × 10 km váltó | 1:48:59,7 | 9.       |

Női
| Versenyző                                                               | Versenyszám    | Eredmény  | Helyezés |
| ----------------------------------------------------------------------- | -------------- | --------- | -------- |
| Carol Gibson                                                            | 5 km           | 16:35,2   | 33.      |
| Carol Gibson                                                            | 10 km          | 33:03,9   | 33.      |
| Carol Gibson                                                            | 20 km          | 1:01:12,0 | 26.      |
| Marie-Andrée Masson                                                     | 10 km          | 33:35,6   | 37.      |
| Marie-Andrée Masson                                                     | 20 km          | 1:01:12,6 | 27.      |
| Jean McAllister                                                         | 5 km           | 17:32,4   | 46.      |
| Jean McAllister                                                         | 20 km          | 1:02:02,8 | 31.      |
| Lorna Sasseville                                                        | 5 km           | 16:23,3   | 26.      |
| Lorna Sasseville                                                        | 10 km          | 32:49,7   | 30.      |
| Angela Schmidt-Foster                                                   | 5 km           | 16:32,5   | 32.      |
| Angela Schmidt-Foster                                                   | 10 km          | 33:45,9   | 38.      |
| Angela Schmidt-Foster                                                   | 20 km          | 1:04:21,9 | 44.      |
| Angela Schmidt-Foster Carol Gibson Lorna Sasseville Marie-Andrée Masson | 4 × 5 km váltó | 1:04:22,6 | 9.       |

## Síugrás
| Versenyző                                           | Versenyszám | 1. ugrás | 1. ugrás | 2. ugrás | 2. ugrás | Összesítés | Összesítés |
| Versenyző                                           | Versenyszám | Pont     | Hely.    | Pont     | Hely.    | Pont       | Helyezés   |
| --------------------------------------------------- | ----------- | -------- | -------- | -------- | -------- | ---------- | ---------- |
| Horst Bulau                                         | Normálsánc  | 80,8     | 49.      | 86,9     | 34.*     | 167,7      | 44.        |
| Horst Bulau                                         | Nagysánc    | 109,4    | 7.       | 88,2     | 15.      | 197,6      | 7.         |
| Steve Collins                                       | Normálsánc  | 102,7    | 10.      | 88,4     | 25.**    | 191,1      | 13.        |
| Steve Collins                                       | Nagysánc    | 87,9     | 38.      | 81,2     | 30.      | 169,1      | 35.        |
| Todd Gillman                                        | Normálsánc  | 82,6     | 46.      | 88,4     | 25.**    | 171,0      | 42.        |
| Todd Gillman                                        | Nagysánc    | 80,8     | 47.      | 30,0     | 54.      | 110,8      | 54.        |
| Ron Richards                                        | Normálsánc  | 88,4     | 39.      | 86,9     | 34.*     | 175,3      | 32.        |
| Ron Richards                                        | Nagysánc    | 73,6     | 53.      | 54,5     | 53.      | 128,1      | 53.        |
| Horst Bulau Steve Collins Todd Gillman Ron Richards | Csapat      | 249,8    | 10.      | 247,4    | 9.       | 497,2      | 9.         |

* - egy másik versenyzővel azonos eredményt ért el

** - két másik versenyzővel azonos eredményt ért el

## Szánkó
| Versenyző               | Versenyszám | 1. futam | 1. futam | 2. futam | 2. futam | 3. futam | 3. futam | 4. futam | 4. futam | Összesítés | Összesítés |
| Versenyző               | Versenyszám | Idő      | Hely.    | Idő      | Hely.    | Idő      | Hely.    | Idő      | Hely.    | Idő        | Helyezés   |
| ----------------------- | ----------- | -------- | -------- | -------- | -------- | -------- | -------- | -------- | -------- | ---------- | ---------- |
| Nil Labrecque           | Férfi egyes | 47,461   | 22.      | 47,866   | 26.      | 49,307   | 31.      | 48,093   | 24.      | 3:12,727   | 27.        |
| Harington Telford       | Férfi egyes | 47,152   | 18.      | 47,564   | 21.      | 47,119   | 16.      | 47,463   | 19.      | 3:09,298   | 19.        |
| Chris Wightman          | Férfi egyes | 47,855   | 29.      | 47,856   | 25.      | 47,773   | 23.      | 48,182   | 26.      | 3:11,666   | 24.        |
| Marie-Claude Doyon      | Női egyes   | 46,372   | 5.       | 46,596   | 7.       | 46,796   | 11.      | 46,447   | 6.       | 3:06,211   | 7.         |
| Kathy Salmon            | Női egyes   | 47,569   | 18.      | 48,112   | 19.      | 48,356   | 20.      | 47,670   | 19.      | 3:11,707   | 19.        |
| Bob Gasper André Benoit | Kettes      | 46,240   | 9.       | 47,066   | 12.      |          |          |          |          | 1:33,306   | 10.        |
| Sam Salmon Dan Doll     | Kettes      | 48,300   | 17.      | 49,058   | 18.      |          |          |          |          | 1:37,358   | 17.        |